# Stosunki polsko-południowokoreańskie

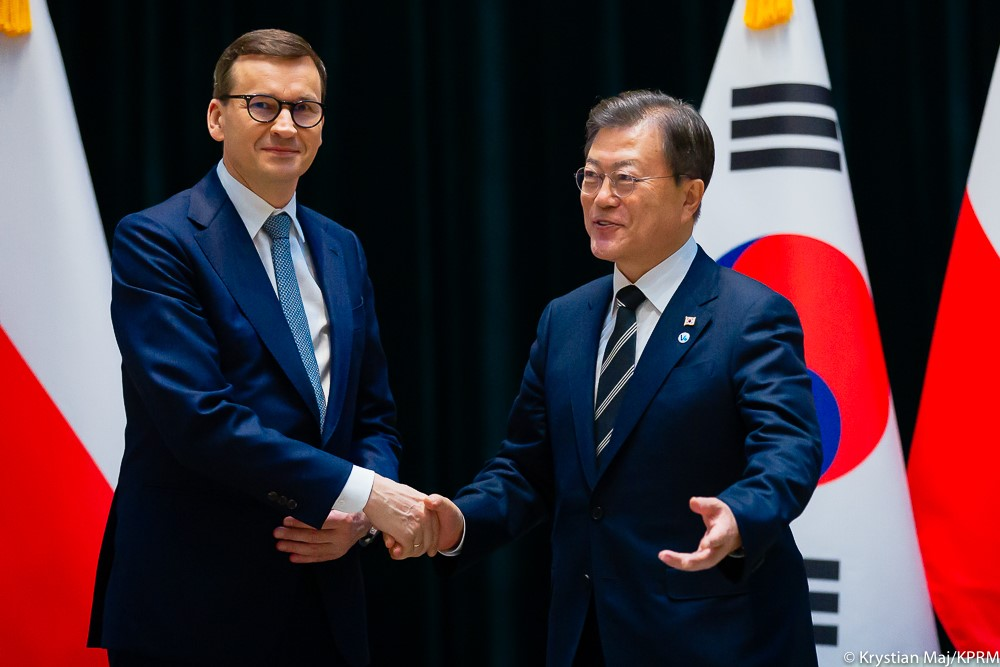
Premier Mateusz Morawiecki i prezydent Korei Południowej Mun Jae-in podczas rozmowy na marginesie spotkania V4+Korea Południowa w Budapeszcie, 2021

Stosunki polsko-południowokoreańskie – wzajemne relacje pomiędzy Polską a Koreą Południową. Na poziomie politycznym zostały nawiązane 1 listopada 1989 roku. Od 2013 roku mają one charakter partnerstwa strategicznego.
Dialog polityczny realizowany jest poprzez wizyty i spotkania na różnych szczeblach. W Korei wizyty składali polscy prezydenci: Bronisław Komorowski w 2013 roku oraz Andrzej Duda w 2018 i 2024 roku. W 2023 roku z wizytą w Polsce przebywał prezydent Korei Południowej Yoon Suk-yeol. Ponadto prezydenci Korei Południowej brali udział w spotkaniach w formacie V4+Korea w 2015 i 2021 roku. 
W latach 2015-2022 notowano postępujący wzrost wartości obrotów handlowych (z 3,75 do 10 mld USD) przy utrzymującym się saldzie dodatnim po stronie południowokoreańskiej. W 2023 roku obroty towarowe osiągnęły wartość powyżej 11 mld USD. Ujemne saldo po stronie Polski wynika głównie z importu inwestycyjnego, generowanego przez podmioty południowokoreańskie sprowadzające do zlokalizowanych w Polsce zakładów komponenty i maszyny.
Firmy południowokoreańskie należą do czołowych inwestorów azjatyckich w Polsce. Według danych z 2021 roku zainwestowały one w Polsce ponad 583 mln USD. Czynnikiem sprzyjającym koreańskim inwestycjom są m.in. położenie geograficzne niskie koszty pracy, wykwalifikowane kadry i możliwość działania w specjalnych strefach ekonomicznych. Z polskiego punktu widzenia istotny jest transfer zaawansowanej technologii. W gronie największych inwestorów koreańskich w Polsce znajdują się: LG Group, SK Group  oraz Samsung. Do ważnych obszarów polsko-południowokoreańskich kontaktów gospodarczych należą także przemysł obronny oraz energetyka jądrowa. W październiku 2022 roku dwie polskie firmy ZE PAK i PGE oraz koreański Korea Hydro & Nuclear Power (HNNP) podpisały list intencyjny w sprawie planu rozwoju elektrowni jądrowej w Pątnowie.
W 2022 roku, po inwazji Rosji na Ukrainę, Korea Południowa stała się także istotnym partnerem Polski w zakresie modernizacji technicznej sił zbrojnych. W 2022 roku Ministerstwo Obrony Narodowej zdecydowało się na zakup koreańskich samolotów KAI T-50 Golden Eagle, armatohaubic K9 Thunder oraz czołgów K2 Black Panther